# Represiunea politică în Uniunea Sovietică
De-a lungul existenței Uniunii Sovietice, zeci de milioane de oameni au fost supuși represiunii politice, care a fost un instrument al statului încă de la Revoluția din Octombrie. Aceasta a culminat de-a lungul perioadei în care la conducerea URSS s-a aflat Stalin, după care intensitatea sa a mai scăzut. Represiunea politică a continuat să existe în timpul „ dezghețului lui Hrușciov”, doar pentru ca să sporească în timpul „stagnării lui Brejnev”. Represiunea politică a încetat să existe în timpul mandatului lui Mihail Gorbaciov în conformitate cu politicile sale de glasnost și perestroika.

## Origini și începuturile perioadei sovietice

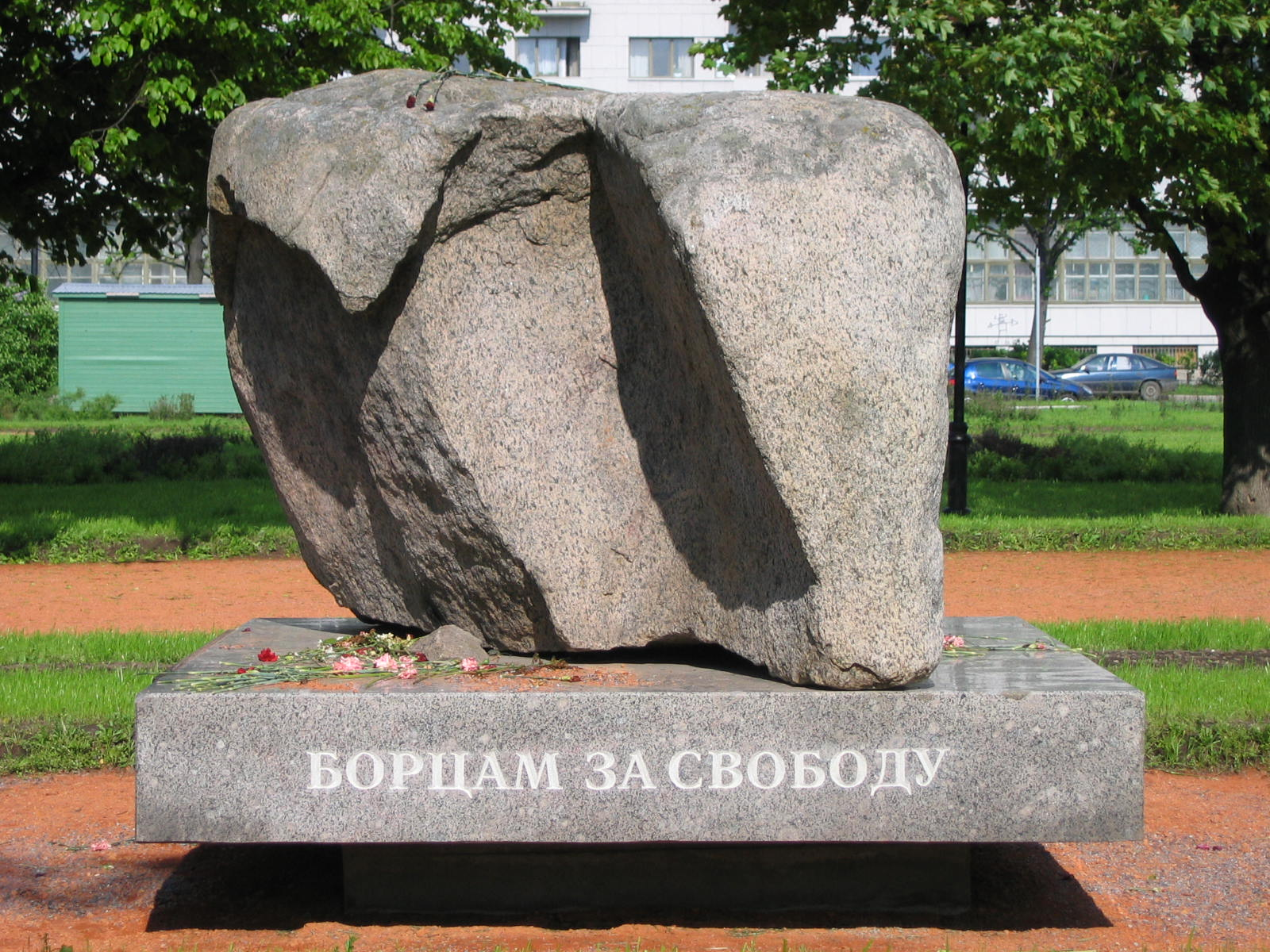
Memorialul Gulagului din Sankt Petersburg este realizat dintr-un bolovan din lagărul Solovki – primul lagăr de prizonieri din sistemul Gulag. Oamenii se adună aici în fiecare an de Ziua comemorării victimelor represiunilor (30 octombrie)

Poliția secretă a avut o istorie îndelungată în Rusia țaristă. Ivan cel Groaznic a folosit Opricinina, în timp ce, mai recent, au existat Secția a treia și Ohrana.
La început, viziunea leninistă asupra luptei de clasă și noțiunea de dictatură a proletariatului care a rezultat a constituit baza teoretică a represiunilor. Baza sa juridică a fost formalizată în Articolul 58 din codul penal al RSFS Ruse și în articole similare ale celorlalte Republici sovietice.
Uneori, cei supuși represiunilor au fost numiți „dușmani ai poporului”. Pedepsele aplicate de stat includeau execuții sumare, trimiterea oamenilor nevinovați în Gulag, colonizări forțate și privarea de drepturile cetățenești. Represiunea a fost condusă de către Ceka și succesorii săi, precum și de alte organe de stat. Perioadele de intensificare a represiunii includ Teroarea Roșie, colectivizarea agriculturii, Marea Epurare, Complotul doctorilor și altele. Forțele poliției secrete au efectuat masacre de prizonieri în numeroase ocazii. Represiunea a avut loc în republicile sovietice și în teritoriile ocupate de Armata Sovietică în timpul celui de-al Doilea Război Mondial, inclusiv în Țările Baltice și în Europa de Est.
Represiunea de stat a dus la incidente și rezistență, cum ar fi Răscoala din Tambov (1920-1921), Rebeliunea din Kronstadt (1921) și Greva de la Vorkuta (1953). Autoritățile sovietice au reprimat această rezistență cu o forță militară copleșitoare. În timpul Răscoalei din Tambov, Mihail Tuhacevski (comandantul șef al Armata Roșie în zonă), ar fi autorizat forțele militare bolșevice să folosească arme chimice împotriva satelor și a rebelilor (conform relatărilor martorilor, armele chimice nu au fost niciodată folosite efectiv).  Cetățenii importanți ai satelor erau adesea luați ca ostatici și executați dacă luptătorii din rezistență refuzau să se predea. 

## Teroarea Roșie
Teroarea Roșie a fost modelată după Regimul Iacobin al Terorii din timpul Revoluției Franceze și se consideră ca a apărut după asasinarea comandantului Ceka din Petrograd, Moisei Urițki, și după o serie de tentative de de asasinare a liderului bolșevic Lenin și a căutat să elimine disidența politică, opoziția și orice altă amenințare la adresa puterii bolșevice În sens mai larg, termenul se aplică, de obicei, represiunii politice bolșevice de-a lungul Războiului Civil (1917-1922)Melgunoff, Sergei (1927), „The Record of the Red Terror” [Documentele Terorii Roșii], Current History (în engleză), University of California Press (27 (2))</ref>. Teroarea bolșevică a fost denumită „roșie” pentru ca să facă deosebirea de cea  „albă’’ executată de Armata Albă (formată din grupurile ruse și neruse care se opuneau regimului bolșevic) împotriva dușmanilor ei politici, inclusiv împotriva bolșevicilor. 
Estimările privind numărul total al victimelor represiunii bolșevice variază foarte mult atât ca scop, cât și ca amploare. O sursă estimează că, din toate cauzele, numărul total al victimelor represiunii și ale campaniilor de „pacificare” este de 1,3 milioane, în timp ce o altă sursă dă estimări de 28.000 de execuții pe an din decembrie 1917 până în februarie 1922. Estimările privind numărul de persoane împușcate în perioada inițială a Terorii Roșii sunt de cel puțin 10.000 . Estimările pentru întreaga perioadă merg de la un minim de 50.000 până la un maxim de 140.000-200.000 de persoane executate. Cele mai credibile estimări ale numărului total de execuții se ridică la aproximativ 100.000.

## Colectivizarea agriculturii

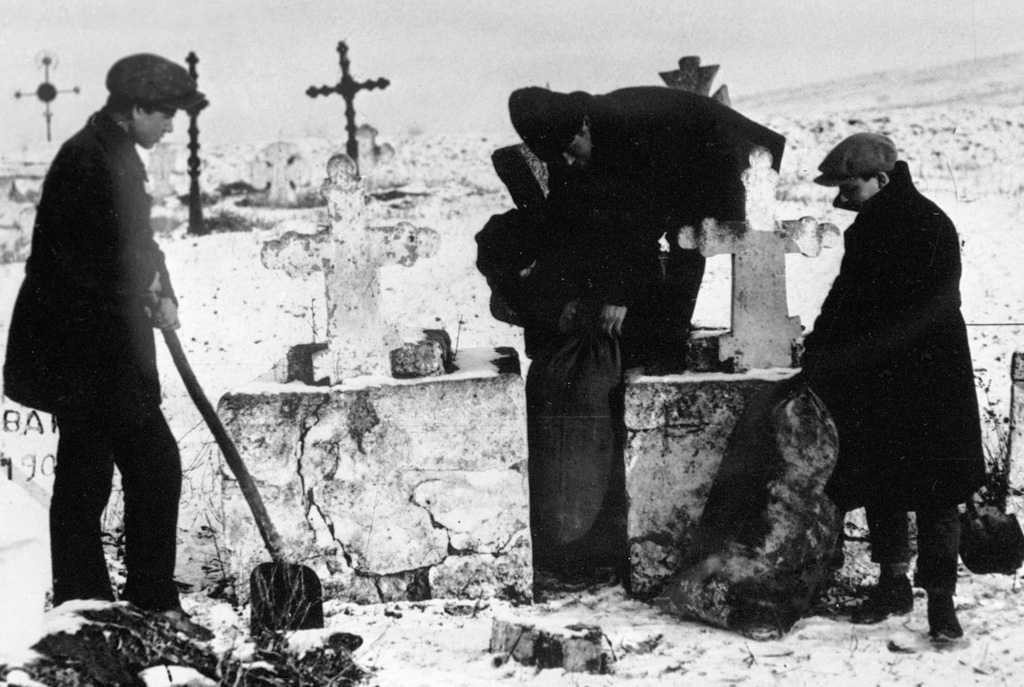
Descrierea originală a fotografiei este „Confiscarea cerealelor de la culaci”. Membrii Comsomolului recuperează cereale ascunse de culaci într-un cimitir. Ucraina, 1930”. La apogeul colectivizării, oricine se împotrivea acesteia era declarat „culac” (chiabur).

Colectivizarea în Uniunea Sovietică a fost o politică desfășurată între 1928 și 1933 pentru comasarea a terenurilor și a forței de muncă individuale în ferme colective – colhozuri și sovhozuri. Liderii sovietici erau convinși că înlocuirea fermelor țărănești individuale cu colhozuri și sovhozuri va crește imediat rezervele de alimente pentru populația urbană, va îmbunătăți aprovizionarea cu materii prime a industriei prelucrătoare și, în general, va crea rezerve pentru exporturile de alimente. Astfel, colectivizarea a fost privită ca o soluție la criza în repartizarea produselor agricole (în principal în ceea ce privește livrările de cereale), care se dezvoltase începând cu 1927 și care devenea tot mai acută pe măsură ce Uniunea Sovietică înainta cu ambițiosul său program de industrializare. Deoarece țăranii, cu excepția celor mai săraci, s-au opus politicii de colectivizare, guvernul sovietic a recurs la măsuri dure pentru a-i forța pe fermieri intre în fermele colective. În conversația sa cu Winston Churchill, Stalin a dat o estimare a numărului de „culaci” care au fost supuși represiunilor pentru că s-au împotrivit colectivizării agriculturii sovietice ca fiind de 10 milioane, număr în care i-a inclus și pe cei deportați Istoricii au estimat în zilele noastre numărul de morți între 6 și 13 milioane de oameni

## Marea Epurare

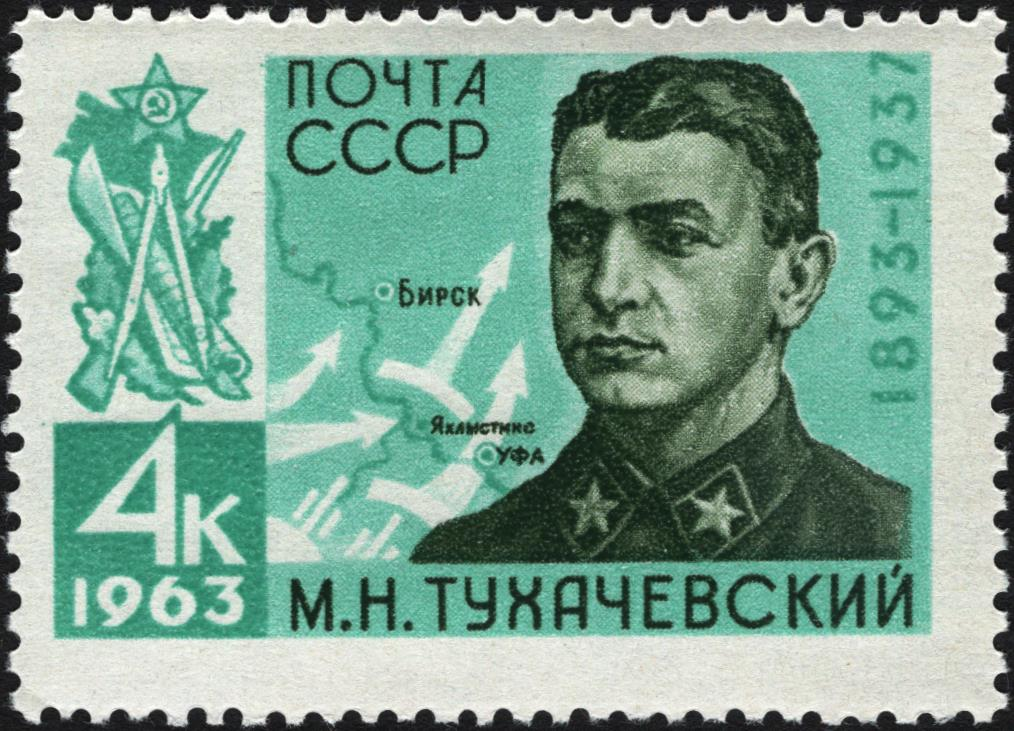
Mihail Tuhacevski condamnat în „Procesul generalilor Armatei Roșii” din 1937

Marea Epurare (rusă Большая чистка) a fost o serie de campanii de represiuni și persecuții politice în Uniunea Sovietică orchestrate de I. V. Stalin în 1937-1938. A implicat epurarea Partidului Comunist al Uniunii Sovietice, reprimarea culacilor (chiaburilor), deportări de minorităților etnice și persecutarea persoanelor neafiliate politic, caracterizată prin supraveghere polițienească pe scară largă, suspiciuni generalizate de „sabotaj”, încarcerări și execuții sumare. Estimările privind numărul de decese asociate cu Marea Epurare variază de la cifra oficială de 681.692 la aproape 1 milion de persoane.

## Transferurile de populație
Transferurile de populație în Uniunea Sovietică pot fi împărțit în următoarele mari categorii: 
1. deportările categoriilor de populație considerate „antisovietice”, care erau adesea clasificate ca „inamici ai clasei muncitoare";
2. deportările ale minorităților naționale;
3. transferul forței de muncă (Campania celor 25.000; Campania câmpurilor virgine; Armata muncii);
4. migrațiile organizate în direcții opuse pentru  repopularea teritoriilor epurate etnic.

În cele mai multe cazuri, destinațiile deportaților erau zone subpopulate și îndepărtate.
Națiuni și grupuri etnice întregi au fost deportate „preventiv” mai înainte de izbucnirea conflictului mondial sau au fost pedepsite colectiv de guvernul sovietic pentru presupusa colaborare cu inamicul în timpul celui de-al Doilea Război Mondial. Mai multe etnico-lingvistice distincte au fost deportate în zone îndepărtate și nepopulate din Siberia sau Kazahstan: azerii din Armenia balkarii, cecenii și ingușii , coreenii, estonii,  finlandezii ingrieni, germanii, grecii, kalmîcii, karaceaii, letonii,  lituanienii, polonezii, românii din Basarabia și Bucovina de Nord,  tătarii crimeeni, turcii meshetieni . Au fost necesare organizarea de către NKVD a unor  operațiuni „în masă”  pentru deportarea a sute de mii de persoane.

## Gulag
Gulagul „a fost ramura securității de stat care a operat sistemul penal al lagărelor de muncă forțată, al lagărelor de detenție și de tranzit și al închisorilor asociate. Deși aceste lagăre adăposteau infractori de toate tipurile, sistemul Gulag a devenit cunoscut în primul rând ca un loc pentru deținuți politici și ca mecanism de reprimare a opoziției politice față de statul sovietic”

## Represiunile din teritoriile anexate
În primii ani ai Al Doilea Război Mondial, Uniunea Sovietică a anexat mai multe teritorii din Europa de Est ca urmare a semnării Pactului germano-sovietic și a protocolului adițional secret.

### Statale baltice

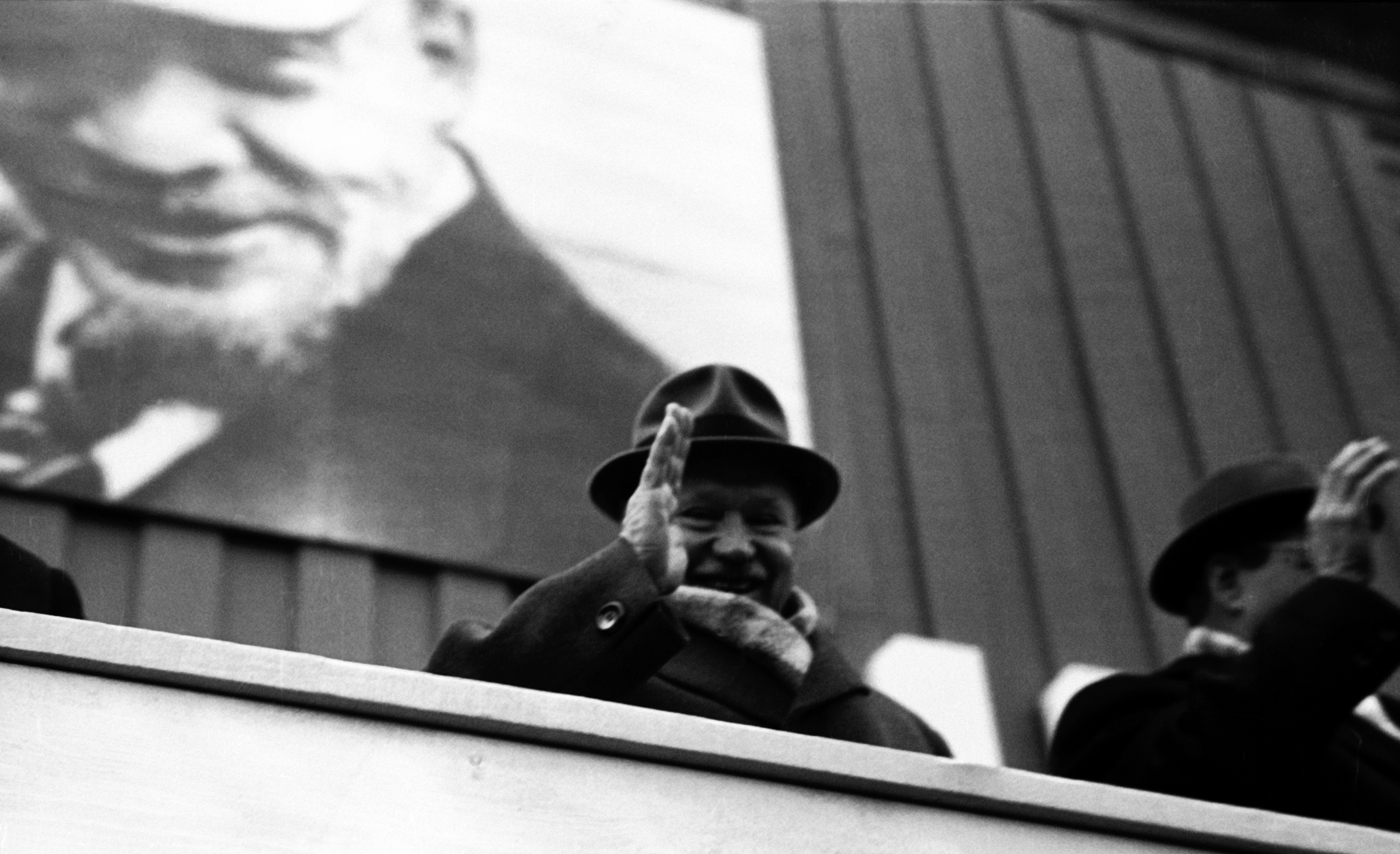
Antanas Sniečkus, liderul Partidului Comunist Lituanian din 1940 până în 1974, a supervizat deportarea lituanienilor.

În țările baltice, Estonia, Letonia și Lituania, represiunile și deportările în masă au fost efectuate de sovietici. Instrucțiunile Serov „Cu privire la procedura de efectuare a deportării elementelor antisovietice din Lituania, Letonia și Estonia” conțineau proceduri și protocoale detaliate care trebuiau respectate în deportarea cetățenilor baltici. De asemenea, au fost înființate tribunale publice pentru pedepsirea „trădătorilor poporului”: cei care nu îșî îndepliniseră „datoria politică” de a vota pentru aderarea țărilor lor la URSS. În primul an de ocupație sovietică, din iunie 1940 până în iunie 1941, numărul celor confirmați executați, recrutați în Armata Roșie sau deportați este estimat la cel puțin 124.467: 59.732 în Estonia, 34.250 în Letonia și 30.485 în Lituania. Printre aceștia se numără 8 foști șefi de stat și 38 de miniștri din Estonia, 3 foști șefi de stat și 15 miniștri din Letonia, precum și președintele de atunci, 5 prim-miniștri și alți 24 de miniștri din Lituania.

### Prizonierii politici și masacre ale civililor
În conformitate cu afirmațiile lui Alexandru Usatiuc-Bulgăr,  din 1940 până în 1953 s-au dat 32.433 sentințe politice. Dintre cei condamnați, 8.360 au fost executați sau au murit în timpul interogatoriilor. În acest număr nu sunt incluși cei împușcați pe loc fără judecată, printre aceștia aflându-se în special foști oficiali români care nu voiseră sau nu putuseră să se refugieze.
În afară de aceștia, numeroși oameni au fost arestați de NKVD și au dispărut fără urmă. După retragerea sovieticilor, aproximativ 1.000 de corpuri lipsite de viață au fost descoperite în diferite gropi comune improvizate în beciuri, curți interioare sau în fântâni părăsite din apropierea sediilor județene ale NKVD-ului. Numai în Chișinău au fost descoperite 450 de cadavre de preoți, studenți și elevi de liceu sau muncitori feroviari, etc.
În perioada aprilie – august 1943 a fost descoperit un grup de gropi comune în apropiere de satul Tatarca de lângă Odessa. Pe o suprafață de 1.000 m2 au fost găsite 42 de gropi comune, (s-a apreciat că numărul lor ar fi putut să depășească 50), în care existau cam 3.500 de cadavre, (s-a apreciat că la o deshumare completă s-ar fi putut descoperi cam 5.000 de cadavre). Dintre acestea, au fost deshumate 516 cadavre, care au fost studiate, identificate și reînhumate într-un cimitir din zonă, mai înainte ca regiunea să redevină zonă de lupte. Printre victime au fost identificate persoane arestate în Basarabia și Bucovina în 1940-1941, dar și altele arestate (după cum arătau actele găsite asupra lor) în RSSA Moldovenească în 1938-1940.
O serie de tragedii s-au petrecut în Bucovina de nord, unde mai mulți localnici au încercat să traverseze cu orice preț granița sovieto-română în perioada 1940-1941. (Vedeți și: Masacrul de la Fântâna Albă.)

#### Deportările
Deportările localnicilor s-au făcut pe motivul apartenenței la grupul „dușmanilor poporului” – intelectuali, militari, polițiști, foști politicieni, moșieri sau culac, ai celor cu atitudini antisovietice dovedite sau închipuite, etc. Perioadele de maximă opresiune au fost 1940 – 1941, 1944 – 1950 și, într-o măsură mai redusă 1950 – 1956. Deportările au atins nu numai grupul etnic al românilor, dar și pe cel al ucrainenilor, rușilor, găgăuzilor, bulgarilor sau evreilor. Cele mai importante deportări au fost cuprinse în trei valuri mari:
- 29.839 persoane au fost deportate pe 13 iunie 1941,
- 35.796 persoane au fost deportate pe 6 iulie 1949 și
- 2.617 persoane au fost deportate pe 1 aprilie 1951.

Au avut loc deportări de mică amploare în toate orașele mai importante ale Basarabiei și Bucovinei.
Aceste cifre se referă numai la RSS Moldovenească, nu și la Bugeac sau Bucovina de nord, de unde s-au făcut de asemenea deportări.
Arestările acestor persoane se făcea de regulă în timpul nopții, uneori fiind ridicate familii întregi, cu copii cu tot. Deportații au fost transportați în condiții inumane, în vagoane de marfă închise, în Siberia sau în Kazahstan. În timpul transportului, care dura până la șase săptămâni, deportații nu se bucurau de asistență medicală, călătoreau în condiții igienice îngrozitoare și aveau puțină apă sau hrană. La destinație erau de multe ori obligați să-și construiască propriile lagăre, să lucreze în condiții foarte grele – temperaturi extreme, norme de muncă greu de atins, hrană proastă și puțină, etc – toate acestea ducând la moartea a aproximativ 50% dintre ei.
După mortea lui Stalin în 1953, deportaților li s-a permis să se reîntoarcă în Moldova, cam jumătate dintre supraviețuitori alegând să revină pe pământurile natale. Repatriații au avut probleme mari în Basarabia și Bucovina, unde au găsit casele confiscate ocupate de străini, locuri de muncă puține și prost plătite destinate celor cu cazier politic, etc.

## Perioada post-stalinistă (1953-1991)
După moartea lui Stalin, reprimarea disidenței a scăzut foarte mult în intensitate și a luat, de asemenea, noi forme. Criticii interni ai sistemului au fost condamnați pentru agitație antisovietică, calomnie antisovietică sau  „parazitism”. Alți critici au fost acuzați că sunt bolnavi mintal, au fost diagnosticați ca fiind suferinzi de „schizofrenie cu evoluție lentă” și încarcerați în „psihușka”, adică spital de boli mintale, care erau folosite ca închisori de către autoritățile sovietice. O serie de disidenți notabili, printre care Aleksandr Soljenițîn, Vladimir Bukovski și Andrei Saharov, au fost trimiși în exil intern sau extern. 

## Pierderile de vieți omenești
Estimările privind numărul de decese atribuite lui Stalin variază foarte mult. Unii cercetători afirmă că evidențele privind execuțiile prizonierilor politici și ale minorităților etnice nu sunt nici de încredere, nici complete;  alții susțin că materialele de arhivă conțin date irefutabile mult superioare surselor utilizate înainte de 1991, cum ar fi declarațiile emigranților și ale altor raportori. Acei istorici care au lucrat după dizolvarea Uniunii Sovietice au estimat un număr de victime variind de la aproximativ 3 milioane până la aproape 9 milioane. Unii cercetători încă mai afirmă că numărul morților ar putea fi de ordinul zecilor de milioane.

## Aprecierea amplorii pierderilor de vieți omenești

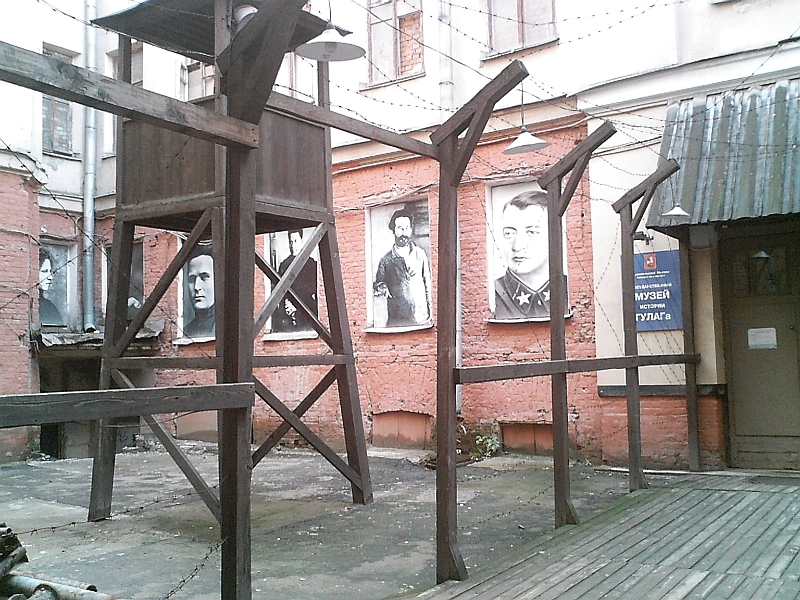
Muzeul Gulagului din Moscova a fost fondat în 2001 de istoricul

În 2011, istoricul Timothy D. Snyder, după ce a tras concluziile a 20 de ani de cercetări istorice în arhivele din Europa de Est, a afirmat că Stalin a ucis în mod deliberat aproximativ 6 milioane de oameni. Cifra celor care au murit în acea perioadă poate crește la 9 milioane, dacă se iau în considerare decesele care sunt rezultatele politicii economice și sociale sovietice.
Publicarea în anii 1990 a documentelor din arhivele sovietice secretizate anterior indică faptul că victimele represiunii în epoca Stalin au fost aproximativ 9 milioane de persoane. Unii istorici susțin că numărul de morți a fost de aproximativ 20 de milioane, pe baza propriei analize demografice și a informațiilor datate publicate înainte de publicarea rapoartelor din arhivele sovietice. Istoricul american Richard Pipes a notat: „Recensămintele au arătat că între 1932 și 1939 - adică după colectivizare, dar înainte de cel de-al Doilea Război Mondial - populația a scăzut cu 9-10 milioane de persoane”. Robert Conquest afirmă în cea mai recentă ediție a lucrării Marea Teroare' (2007) că, deși cifrele exacte nu vor putea fi niciodată cunoscute cu deplină siguranță, cel puțin 15 milioane de oameni au fost uciși „de întreaga gamă de terori ale regimului sovietic”. 
Rudolph Rummel a declarat în 2006 că estimările anterioare mai mari ale numărului total de victime sunt corecte, deși el îi include și pe cei uciși de guvernul Uniunii Sovietice în alte țări din Europa de Est. În schimb, J. Arch Getty, Stephen G. Wheatcroft și alții insistă asupra faptului că deschiderea arhivelor sovietice a justificat estimările mai mici prezentate de cercetătorii „revizioniști”. Simon Sebag Montefiore a sugerat în 2003 că Stalin a fost responsabil în ultimă instanță pentru moartea a cel puțin 20 de milioane de oameni.
Unele dintre aceste estimări se bazează în parte pe pierderile demografice. Robert Conquest a explicat cum a ajuns la estimarea sa: „Sugerez aproximativ unsprezece milioane până la începutul anului 1937 și aproximativ trei milioane în perioada 1937-1938, ceea ce face paisprezece milioane. Cele unsprezece și ceva milioane sunt ușor de dedus din deficitul de necontestat de populație demonstrat în recensământul suprimat din ianuarie 1937, de cincisprezece-șaisprezece milioane, făcând presupuneri rezonabile despre cum a fost împărțit acesta între scăderea numărului de de nașteri și decese”.

Unii istorici consideră, de asemenea, că cifrele oficiale din arhivele autorităților sovietice sunt nedemne de încredere și incomplete. Pe lângă înregistrările incomplete, ca un exemplu suplimentar, istoricul canadian Robert Gellately și istoricul britanic Simon Sebag Montefiore susțin că numeroșii suspecți bătuți și torturați până la moarte în timp ce se aflau în „custodia anchetatorilor” nu au fost probabil numărați printre cei executați. În schimb, istoricul australian Stephen G. Wheatcroft afirmă că, înainte de deschiderea arhivelor pentru cercetarea istorică, „înțelegerea noastră cu privire la amploarea și natura represiunii sovietice a fost extrem de limitată” și că unii specialiști care doresc să mențină vechile estimări ridicate ale numărului de morți staliniste „întâmpină dificultăți în a se adapta la noile circumstanțe, când arhivele sunt deschise și când există o mulțime de date irefutabile” și, în schimb, „se agață de vechile lor metode sovietologice cu calcule aproximative bazate pe declarații ciudate ale emigranților și ale altor informatori despre care se presupune că au cunoștințe superioare”.
| Eveniment                                                                                   | Decese                 | Note                                                  |
| ------------------------------------------------------------------------------------------- | ---------------------- | ----------------------------------------------------- |
| 1- Teroarea Roșie                                                                           | 50.000 – 200.000       | [ 18 ] [ 50 ]                                         |
| 2- Desculacizare                                                                            | 389.521 – 600.000      | [ 51 ] [ 52 ]                                         |
| 3- Gulag                                                                                    | 1,053.829 - 2.500.000  | [ 53 ] [ 54 ]                                         |
| 4- Marea Epurare (numai execuțiile oficiale și cele care nu sunt prevăzute la articolul 58) | 683.692 - 855.000      | [ 55 ] [ 56 ]                                         |
| 5- Deportarea minorităților naționale                                                       | 450.000 - 800.000      | [ 57 ] [ 58 ]                                         |
| A- Decese în urma represiunilor fără morții in cauza foametei                               | 2,627.042 - 4.955.000  | Suma 1 – 5                                            |
| 6- Foametea din Uniunea Sovietică din 1930–1933                                             | 5.700.000 - 8.700.000  | [ 59 ] [ 60 ] [ 61 ]                                  |
| 7- Foametea din Uniunea Sovietică din 1946–1947                                             | 500.000 - 2.000.000    | :233                                                  |
| B- Decese din cauza foametei                                                                | 6.200.000 - 10.700.000 | Suma 6 – 7                                            |
| Total general                                                                               | 8.827.042 - 15.655.000 | Aproximativ 70% din decese au fost cauzate de foamete |

## Comemorarea victimelor

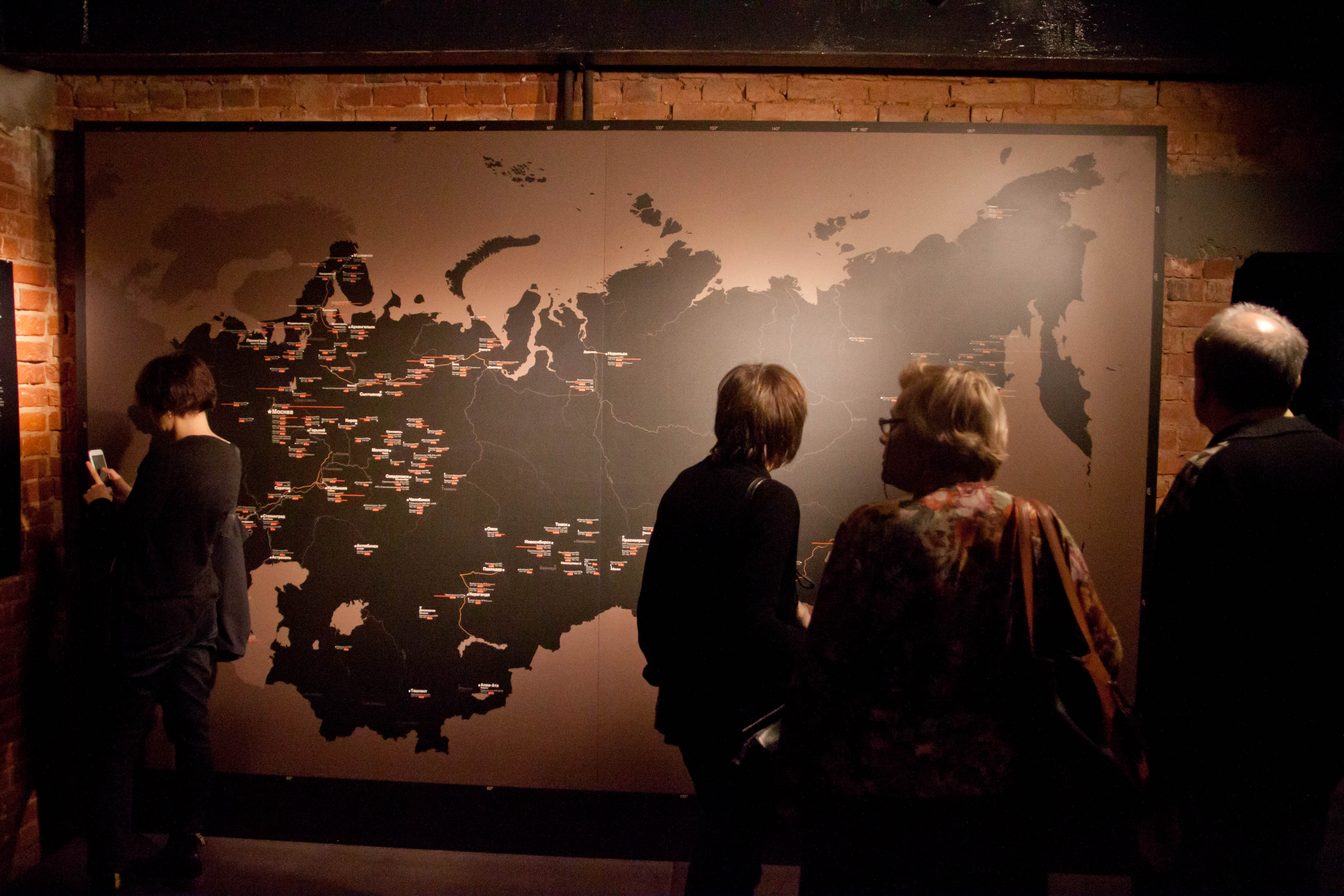
Map Harta lagărelor de concentrare din timpul lui Stalin în Muzeul Gulagului din Moscova

„Ziua de comemorare a victimelor represiunilor politice” (День памяти жертв политических репрессий) este sărbătorită oficial la 30 octombrie în Rusia începând din 1991. Ea este marcată și în alte foste republici sovietice, cu excepția Ucrainei, care are propria sa Zi anuală de comemorare a victimelor represiunilor politice ale regimului sovietic, care are loc în fiecare an în a treia duminică din luna mai.
Membrii societății Memorial au luat parte activă la astfel de întâlniri comemorative. Din 2007, Memorial a organizat, de asemenea, ceremonia de o zi „Restaurarea numelor” la Piatra Solovețki din Moscova, în fiecare 29 octombrie.
Zidul Durerii din Moscova, inaugurat în octombrie 2017, este primul monument din Rusia comandat prin decret prezidențial pentru persoanele ucise în timpul represiunilor staliniste din Uniunea Sovietică

## Vedeți și:
- Psihiatria punitivă în Uniunea Sovietică
- Reabilitare (Uniunea Sovietică)
- Cartea neagră a comunismului
- Campania antireligioasă sovietică (1917–1921)
- Campania antireligioasă sovietică (1921–1928)
- Campania antireligioasă sovietică (1928–1941)
- Campania antireligioasă sovietică (1958–1964)
- Campania antireligioasă sovietică (1965–1990)